# Eugen Immanuel Vinnai
Eugen Immanuel Vinnai (* 19. Juni 1889 in Ötisheim; † 18. Juli 1961 am Chiemsee) war ein deutscher Landschaftsmaler.
Vinnai stammte aus einer Waldenserfamilie. Seine Eltern waren Andreas Matthäus Vinnai, von Beruf Schneider und Karoline Maria geb. Jäckle. Er hatte drei Geschwister Lydia Ruth, Tebea Esther und Viktor Imanuel und besuchte die Oberrealschule. Durch die heimatliche Landschaft ließ er sich zum Malen inspirieren und unternahm Reisen nach Italien und England. In Karlsruhe studierte er Kunst und in Paris verbrachte er in der Akademie Colarossi ein zweijähriges Studium. Als der Erste Weltkrieg begann, wurde er eingezogen und war die ganze Zeit über an der Front. Seine Kriegsimpressionen zeigte er durch eine Reihe von Lithografien. Als der Krieg vorüber war, zog er zuerst nach München und 1943 an den Chiemsee. Er heiratete eine wesentlich jüngere Frau, die aus Ettlingen stammte.
Mit der Frauenrechtlerin Hedwig Heyl hielt er einen Briefwechsel, der unter dem Titel „Ströme der Liebe“ veröffentlicht wurde.
Vinnai galt auch als Gesundbeter und christlicher Wissenschaftler, ebenso betätigte er sich als Schriftsteller.
Vinnai verunglückte tödlich und wurde am 21. Juni 1961 in Ettlingen beigesetzt.

## Publikationen
- Gespräche mit Kranken und Gesunden, Selbstverlag, 1933, Heft
- Unser Glaube – die Brücke zur Tat, Heilbrunnen-Verlag, o.A., OLwd.